# In Treatment

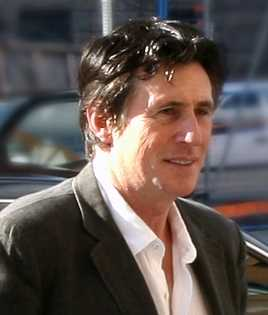
Gabriel Byrne, hoofdrolspeler van In Treatment

In Treatment is een Amerikaanse televisieserie van HBO die in 2008 van start ging. Het is volledig gebaseerd op de Israëlische tv-serie Be Tipul.
In Treatment gaat over een psychotherapeut, Paul (Gabriel Byrne), die elke week 4 vaste patiënten heeft die hun dagelijkse problemen aan hem vertellen. Zoals Sophie, een turnster die suïcidale neigingen heeft, een man in de marine die nachtmerries heeft, en Laura, een vrouw die al een jaar bij Paul loopt en gevoelens voor hem krijgt. Zijn eigen huwelijk gaat ook niet goed, dus hij gaat elke week naar zijn oude mentor toe om te vragen wat hij moet doen.
Ook een stel dat al maanden zwanger wil worden gaat bij hem langs voor relatietherapie.
De opnames voor het derde seizoen zijn in 2010 gestart. Op Nederland 2 wordt een Nederlandse versie van de serie uitgezonden: In therapie. Het zijn ongeveer dezelfde verhalen en teksten, met hier en daar een variatie op een zin.
Gabriel Byrne heeft een Golden Globe gekregen voor zijn rol in In Treatment.